# Heinrich Nüßlein

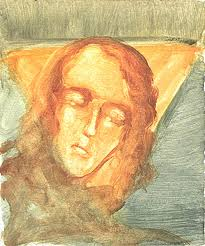
Eine unirdische Existenz von mir

Heinrich Nüßlein (geboren 20. April 1879 in Nürnberg; gestorben 12. November 1947 in Ruhpolding) war ein deutscher Maler, Kunsthändler, Antiquar und Schriftsteller.

## Leben
Heinrich Nüßlein wuchs in kleinbürgerlichem Umfeld als Sohn des Feingoldschlägers Franz Ludwig Nüßlein und dessen Frau Marie, geb. Birkel, auf. Er besuchte die Volksschule und absolvierte danach eine Ausbildung in Buchdruck, Schriftsetzerei und Buchbinderei. Das anschließende Studium der Malerei an der staatlichen Kunstschule Nürnberg brach er nach einem Jahr wegen seiner schlechten Sehkraft ab. Stattdessen arbeitete er die folgenden 15 Jahre bei der Kunstanstalt Dr. Trenkler & Co., für die er unter anderem künstlerische Fotografien aufnahm. 1913 begann er, sich im Nürnberger Kunst- und Antiquitätenhandel zu engagieren. Er betätigte sich auch als Maler. Als Autodidakt entwickelte er eine eigene Technik, bei der er im Trancezustand okkulte Motive malte. Er schuf zahlreiche Werke, die unter anderem in der Londoner Alpine Club Gallery und Chester Gallery sowie im Roerich-Museum in New York ausgestellt wurden. Sie stießen bei Kunstkritikern und Medien durch ihre Eigenheit auf großes Interesse. 1923 erwarb Nüßlein das Schloss Kornburg, wo nach Renovierungsarbeiten eine rund 1000 Gemälde umfassende öffentliche Ausstellung eröffnete. Er publizierte außerdem Schriften über metaphysische, religiöse und naturwissenschaftliche Themen. Er selbst bezeichnete sich als „psychischer Maler und metaphysischer Schriftsteller“. Zu seinen Interessen gehörte unter anderem die von Georg Anschütz angeleitete Farbe-Ton-Forschung, zu der er 1930 auf einem Kongress in Hamburg referierte. 1932 wohnte Nüßlein in Nürnberg, Königstorgraben 7. Er war mit der aus Budapest stammenden Leopoldine, geb. Schmeitzl verheiratet. Aus der Ehe ging der Sohn Wilhelm (* 1912) hervor. Während der Zeit des Nationalsozialismus galt Nüßleins künstlerisches Werk als „undeutsch“, viele seiner Gemälde wurden von der Gestapo konfisziert und vernichtet oder geraubt.

## Auszeichnungen
- Professor h.c. der technischen Hochschule Paris
- Ehrendoktor der Universität Brüssel[5]

## Werke
- Heinrich Nüßlein: Inspiriertes Schrifttum aus dieser und jener Welt. Nürnberg: Nüßlein 1935.